# Liste der Naturdenkmale in Edermünde
Die Liste der Naturdenkmale in Edermünde nennt die im Gebiet der Gemeinde Edermünde im Schwalm-Eder-Kreis in Hessen gelegenen Naturdenkmale.
| Bild                          | Bezeichnung              | Ortsteil, Lage                         | Beschreibung        | Art   | Nr.     |
| ----------------------------- | ------------------------ | -------------------------------------- | ------------------- | ----- | ------- |
| mehr Fotos \| Fotos hochladen | 1 Eiche                  | Besse 51° 12′ 15,6″ N, 9° 23′ 41,4″ O  | Wüstung Stockhausen | Eiche | 634.550 |
| Fotos hochladen               | 2 Platanen, 1 Ginkgobaum | Grifte 51° 12′ 35,6″ N, 9° 26′ 54,3″ O | Bahnhof Grifte      |       | 634.551 |

## Belege
1. ↑  Anlage: Tabelle 3 - Naturdenkmale im Schwalm-Eder-Kreis. (PDF; 7,45 MB) der 2. Verordnung zur Änderung der Verordnung zum Schutze der Naturdenkmale im Schwalm-Eder-Kreis vom 28. 04. 1986, zuletzt geändert durch Verordnung vom 8. Mai 2007. Der Kreisausschuss des Schwalm-Eder-Kreises, 17. Dezember 2008, S. 30, abgerufen am 7. Februar 2017.

- Karte mit allen Koordinaten:
- OSM |
- WikiMap